# Ruska ofenziva na Donbas 2022.
Ruska ofenziva na Donbas je bitka u tijeku, koja je počela 18. travnja 2022., a koja se odvija u sklopu Invazije Rusije na Ukrajinu 2022. godine. Do ofenzive je došlo nakon povlačenja Ruske vojske iz Bitke za Kijev 31. ožujka, te kasnijeg pregrupiranja ruskih snaga sjeverno od grada Harkiva i Donbasa.

## Kontekst
Nakon što ruske snage u početnoj fazi rata nisu ostvarile svoje ciljeve u Bitci za Kijev, rusko se vodstvo odlučilo za redefiniranje ratnih ciljeva u Ukrajini, te je počelo s regrupiranjem snaga oko prostora Donbasa kako bi tamo krenuli u novu ofenzivu.  Prema pisanju nekih svjetskih medija, ovim potezom Rusi su željeli simbolički završiti rat prije početka tradicionalne svibanjske Parade pobjede na Crvenog trgu, kako bi Moskva svoje ratne napore u Ukrajini prikazala uspješnima, unatoč ranijim neuspjesima. Prema pisanju svjetskih medija Rusi ovom ofenzivom teže ostvariti četiri cilja: 
1. Zauzeti cijelu Donjecku i Luhansku oblast[7]
2. Uspostaviti kopnenu povezanost s Krimom, pri čemu je važna točka grad Mariupolj u kojem se još uvijek vode borbe s ukrajinskim snagama, predvođenim Bojnom Azov i Ukrajinskim mornaričkim pješaštvom
3. Uspostaviti kontrolu nad Hersonskom oblasti kako bi se osiguralo snabdijevanje krimskog poluotoka vodom
4. Zauzeti dodatni teritorij kojim bi se zatim moglo trgovati u predstojećim pregovorima s Kijevom

Američki think-tank Institut za proučavanje rata, izvijestio je da su ruske snage prethodno povučene iz ranijih bitaka zakrpane i popunjene drugim jedinicama, ali još uvijek pate od niskog morala i logističkih problema. U tjednima koji su prethodili ovoj ofenzivi, s ukrajinske strane mogle su se čuti procjene kako bi nadolazeća bitka za Donbas, po karakteru trebala nalikovati na velike bitke iz Drugog svjetskog rata, u kojima su masovno korišteni: tenkovi, zrakoplovi i oklopna vozila. Ukrajinske snage koje su Rusima i dalje pružale otpor u Mariupolju, kao svoje uporište koriste čeličanu Azovstalj, kompleks veličine 11 kvadratnih kilometara, izgrađen u vrijeme hladnog rata. Ispod same čeličane se zapravo nalazi i velika podzemna tvrđava, povezana podzemnom mrežom tunela, neki od kojih zadiru i četiri kata pod zemlju i koji su dizajnirani da izdrže nuklearni napad. Tijekom opsade, poslužila je kao sklonište pripadnicima Bojne Azov i civilima Mariupolja.

## Bitka

### ponedjeljak, 18. travnja
U ponedjeljak 18. travnja 2022. godine, ruske su snage pokrenule su novu ofenzivu uzduž 500 kilometara dugačke bojišnice, koristeći zračne snage, topništvo i sustave protuzračne obrane. Istovremeno, Rusi su raketirali ciljeve po cijelom teritoriju Ukrajine, uključujući gradove Kijev i Lavov. Također su gađani ciljevi u: Harkivskoj, Zaporiškoj, Doneckoj i Dnjipropetrovskoj oblasti i luci Mikolajiv. Početak nove ofenzive potvrdio je i ruski ministar vanjskih poslova Sergej Lavrov, izjavivši: "Druga faza ove operacije počinje i siguran sam da će ovo biti vrlo važan trenutak za cijelu specijalnu operaciju". U istom intervjuu, Lavrov je opovrgnuo mogućnost korištenja nuklearnih oružja u Ukrajini.
Istoga dana, snage regularne Ruske vojske, potpomognute paravojskom Luganske Narodne Republike ušle su u grad Kremnine, nakon što su ga prethodno sravnili sa zemljom. Zatim su na istom pravcu nastavili napadna djelovanja prema gradovima Lisičansku i Severeodonjecku. Ostali pravci napada bili su usmjereni na gradove Rubižne, Popasku i Marinku. Ukrajinski branitelji iz Kremnine, povukli su se na svoje rezervne položaje nastavivši obranu od tamo. U operacijama kod grada Kremnine, poginuo je i zapovjednik paravojske LNR-a, Mihail Kiščik.

### utorak, 19. travnja
Već idućeg dana u ukupnim napadnim djelovanjima proruskih snaga bilo je angažirano 76 000 vojnika. U sklopu ofenzive, borbe su se nastavile u i gradu Mariupolju između proruskih snaga i ostataka mariupoljskog garnizona koji je nastavio pružati otpor iz čeličane Azovstalj.

### srijeda, 20. travnja
Ukrajinska je strana objavila da je u proteklih 24 sata odbila desetak ruskih napada na području Donjecka i Luganska, kao i da Rusi nastavljaju granatirati liniju bojišnice tražeći slabe točke. Prema telefonskoj izjavi jednog od zapovjednika ukrajinskih marinaca u Mariupolju, bojnika Serhija Voline za CNN; ukrajinske snage tamo su potpuno okružene, a njihovu situaciju opisao je kao kritičnu. "Možemo izdržati svega još par dana, možda čak i sati", kazao je.

### četvrtak, 21. travnja
Ruski predsjednik Vladimir Putin prekinuo je planove o daljnim napadima na čeličanu Azovstalj i zapovjedio ruskim snagama blokadu čeličane. Zapovijed je obrazložio riječima: "Nema potrebe za zalaženjem [naših ljudi] u te katakombe i puzanjem po tim industrijskim kompleksima pod zemljom."

### petak, 22. travnja
Ukrajinski parlamentarac Jaroslav Železnjak u intervjuu Sky Newsu rekao je da pad Mariupolja "nije stvar vremena, nego stvar resursa". Nadodao je da je u gradu blokirano oko 50 000 građana, dok je njih oko 20 000 poginulo. Ruske su pak vlasti proklamirale da su spremne na primirje u Mariupolju kako bi se obavila evakuacija civila.